# Veteran (Alberta)
Veteran est un village (village) de l'Aire spéciale No 4, situé dans la province canadienne d'Alberta.

## Démographie
En tant que localité désignée dans le recensement de 2011, Veteran a une population de 249 habitants dans 104 de ses 119 logements, soit une variation de -15.0% avec la population de 2006. Avec une superficie de 0,838 5 km2, village possède une densité de population de 296,958 9 hab/km2 en 2011.
Concernant le recensement de 2006, Veteran abritait 293 habitants dans 127 de ses 146 logements. Avec une superficie de 0,838 5 km2, village possédait une densité de population de 349,4 hab/km2 en 2006.
| 2001 | 2006 | 2011 | 2016 |
| ---- | ---- | ---- | ---- |
| 292  | 293  | 249  | 207  |